# Dinau
Das Kirchdorf Dinau ist ein Gemeindeteil des Marktes Kallmünz und eine Gemarkung im Oberpfälzer Landkreis Regensburg (Bayern).

## Geschichte

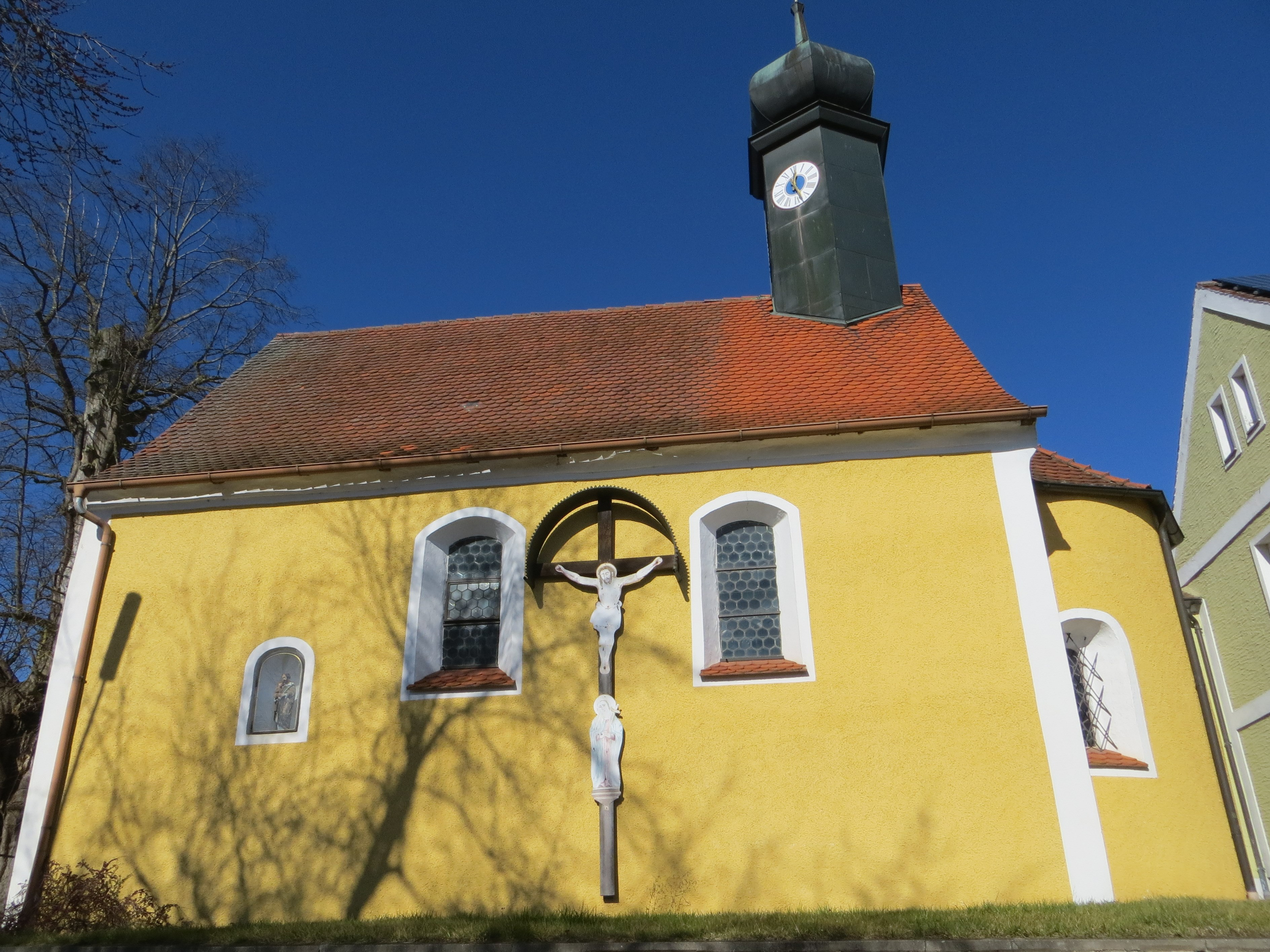
St. Stephanus in Dinau

Die romanische Kirche St. Stephan in Dinau ist ein traufständiger Saalbau mit eingezogener Apsis und barockem Dachreiter mit Zwiebelhaube.
Im Jahre 1818 entstand mit dem bayerischen Gemeindeedikt die politische Gemeinde Dinau mit den Orten
- Dinau (Kirchdorf)
- Dallackenried (Dorf)
- Eichkreit (Einöde)
- Eiselberg (Einöde)
- Giglitzhof (Einöde)
- Loh (Oberloh, Einöde)
- Mollerhof (Einöde)
- Nassenau (Einöde)
- Niederhof (Weiler)
- Oberwahrberg (Weiler)
- Wiedenhof (Einöde)

Im Zuge der Gebietsreform in Bayern wurde die Gemeinde Dinau am 1. Mai 1978 nach Kallmünz eingemeindet.